# Liste des sites Natura 2000 des Bouches-du-Rhône
Cet article recense les sites Natura 2000 des Bouches-du-Rhône, en France.

## Statistiques
Les Bouches-du-Rhône compte 30 sites classés Natura 2000. 16 bénéficient d'un classement comme site d'intérêt communautaire (SIC), 14 comme zone de protection spéciale (ZPS).

## Liste
| Site                                                                     | Type | Superficie (ha) | Fiche     | Coordonnées                      | Photo                                        |
| ------------------------------------------------------------------------ | ---- | --------------- | --------- | -------------------------------- | -------------------------------------------- |
| Alpilles                                                                 | SIC  | +017 232,       | FR9301594 | 43° 44′ 19″ nord, 4° 53′ 27″ est |                                              |
| Baie de la Ciotat                                                        | SIC  | +001 759,       | FR9301998 | 43° 10′ 22″ nord, 5° 39′ 04″ est |                                              |
| Calanques et îles Marseillaises - Cap Canaille et massif du Grand Caunet | SIC  | +050 127,       | FR9301602 | 43° 13′ 29″ nord, 5° 28′ 39″ est | Calanque d'En Vau à Cassis.                  |
| Camargue                                                                 | SIC  | +113 729,       | FR9301592 | 43° 30′ 13″ nord, 4° 33′ 16″ est |                                              |
| Chaîne de l'Étoile - Massif du Garlaban                                  | SIC  | +010 067,       | FR9301603 | 43° 23′ 11″ nord, 5° 30′ 30″ est |                                              |
| Côte Bleue - Chaîne de l'Estaque                                         | SIC  | +005 565,       | FR9301601 | 43° 21′ 46″ nord, 5° 11′ 34″ est |                                              |
| Côte Bleue marine                                                        | SIC  | +018 928,       | FR9301999 | 43° 17′ 41″ nord, 5° 06′ 44″ est |                                              |
| Crau centrale - Crau sèche                                               | SIC  | +031 607,       | FR9301595 | 43° 34′ 14″ nord, 4° 49′ 26″ est |                                              |
| Durance                                                                  | SIC  | +015 954,       | FR9301589 | 43° 44′ 03″ nord, 5° 46′ 34″ est |                                              |
| Marais de la vallée des Baux et marais d'Arles                           | SIC  | +011 085,       | FR9301596 | 43° 30′ 23″ nord, 4° 47′ 54″ est |                                              |
| Marais et zones humides liées à l'étang de Berre                         | SIC  | +001 503,       | FR9301597 | 43° 24′ 47″ nord, 5° 10′ 12″ est |                                              |
| Massif de la Sainte-Baume                                                | SIC  | +002 169,       | FR9301606 | 43° 20′ 24″ nord, 5° 45′ 11″ est |                                              |
| Montagne Sainte-Victoire                                                 | SIC  | +032 733,       | FR9301605 | 43° 36′ 51″ nord, 5° 37′ 25″ est | Montagne de la sainte Victoire.              |
| Petit-Rhône                                                              | SIC  | +000808,        | FR9101405 | 43° 35′ 08″ nord, 4° 25′ 54″ est |                                              |
| Petite Camargue                                                          | SIC  | +034 559,       | FR9101406 | 43° 36′ 32″ nord, 4° 18′ 28″ est |                                              |
| Rhône Aval                                                               | SIC  | +012 606,       | FR9301590 | 43° 58′ 56″ nord, 4° 49′ 59″ est |                                              |
| Alpilles                                                                 | ZPS  | +027 006,       | FR9312013 | 43° 44′ 28″ nord, 4° 53′ 30″ est | Les Alpilles près d'Orgon.                   |
| Camargue                                                                 | ZPS  | +221 062,       | FR9310019 | 43° 29′ 52″ nord, 4° 33′ 15″ est |                                              |
| Crau                                                                     | ZPS  | +039 333,       | FR9310064 | 43° 33′ 45″ nord, 4° 51′ 36″ est |                                              |
| Durance                                                                  | ZPS  | +020 008,       | FR9312003 | 43° 44′ 03″ nord, 5° 46′ 34″ est |                                              |
| Étangs entre Istres et Fos                                               | ZPS  | +001 225,       | FR9312015 | 43° 26′ 42″ nord, 4° 59′ 50″ est |                                              |
| Falaises de Niolon                                                       | ZPS  | +000144,        | FR9312017 | 43° 20′ 39″ nord, 5° 14′ 45″ est |                                              |
| Falaises de Vaufrèges                                                    | ZPS  | +000165,        | FR9312018 | 43° 15′ 11″ nord, 5° 27′ 39″ est |                                              |
| Garrigues de Lançon et chaînes alentour                                  | ZPS  | +027 471,       | FR9310069 | 43° 36′ 45″ nord, 5° 13′ 01″ est |                                              |
| Îles Marseillaises - Cassidaigne                                         | ZPS  | +039 246,       | FR9312007 | 43° 11′ 32″ nord, 5° 21′ 52″ est |                                              |
| Marais entre Crau et Grand Rhône                                         | ZPS  | +007 234,       | FR9312001 | 43° 30′ 42″ nord, 4° 47′ 13″ est |                                              |
| Montagne Sainte-Victoire                                                 | ZPS  | +015 493,       | FR9310067 | 43° 34′ 54″ nord, 5° 41′ 45″ est | Montagne Sainte-Victoire (vue du sud-ouest). |
| Petite Camargue laguno-marine                                            | ZPS  | +015 681,       | FR9112013 | 43° 31′ 00″ nord, 4° 15′ 00″ est |                                              |
| Plateau de l'Arbois                                                      | ZPS  | +004 292,       | FR9312009 | 43° 29′ 17″ nord, 5° 17′ 24″ est |                                              |
| Salines de l'étang de Berre                                              | ZPS  | +000450,        | FR9312005 | 43° 28′ 15″ nord, 5° 08′ 49″ est |                                              |